# Andreï Smoliakov
Andreï Igorevitch Smoliakov (en russe : Андрей Игоревич Смоляков), né le 24 novembre 1958  à Podolsk, est un comédien soviétique puis russe de théâtre et de cinéma.

## Biographie
Sorti de l'Académie russe des arts du théâtre (classe d'Oleg Tabakov) en 1980, Andreï Smoliakov devient acteur du Théâtre dramatique Nicolas Gogol de Moscou, qu'il quitte en 1982 pour le Théâtre Satiricon. Depuis 1987, il se produit sur la scène du Théâtre-studio d'Oleg Tabakov.
Son début à l'écran a lieu au milieu des années 1970. Il est surtout connu pour son rôle de l'enquêteur Tcherkassov dans les séries policières russes MosGaz (2012), Le Bourreau (2014), L'Araignée (2015) et Le Chacal (2016).
En 2004 on lui attribue le titre d'Artiste du peuple de la fédération de Russie.
En 2013, on lui attribue un Aigle d'or du meilleur acteur dans un second rôle à la télévision pour sa performance dans Vyssotski, merci d'être bien vivant de Piotr Bouslov (ru). En 2016, il reçoit un Aigle d'or du meilleur acteur à la télévision pour son rôle dans la série policière Le Bourreau (Палач).

## Filmographie

### Cinéma

#### Courts-métrages
- 1992 : Le Métro
- 2013 : Sdelka

#### Longs métrages
- 1976 : Blizkaya dal
- 1978 : Tseluyutsya zori
- 1979 : Father Sergius : Alyosha (en tant que A. Smolyakov)
- 1980 : Koney na pereprave ne menyayut
- 1980 : Otets i syn
- 1981 : Tsyganskoe schaste
- 1981 : V nachale igry : Vitya Kruglov
- 1983 : Roditeley ne vybirayut
- 1984 : Polosa prepyatstviy
- 1987 : Poputchik : Inspector
- 1988 : Na iskhode nochi
- 1990 : Blagorodnyy razboynik Vladimir Dubrovskiy
- 1990 : Stalingrad : Leonid Khrushchev
- 1991 : Mesto ubiytsy vakantno... : Aleksandr Ignatov
- 1991 : Obnazhyonnaya v shlyape : Kostya Telegin, an erotic photographer
- 1991 : Pokhorony na vtorom etazhe : Andrey Bugrov
- 1992 : Den lyubvi : Kostya, a Bandit
- 1993 : Kumparsita : a choreographer
- 1993 : Russkiy regtaym : Ofitser v restorane
- 1993 : Strasti po Anzhelike : Kudrin
- 1993 : Zapakh oseni
- 1996 : Privet, duralei! : a body-guard
- 1997 : Greshnaya lyubov : Aleksey Stepanych
- 1998 : Hamilton : Barabanov (en tant que Andrei Smoliakov)
- 1999 : Tonkaya shtuchka : Boxer, a bandit chief
- 2000 : Tikhie omuty : Ivan Pavlovich
- 2003 : Antikiller 2: Antiterror
- 2004 : Igry motylkov : Glebov
- 2004 : Papa : Odintsov
- 2005 : Pobeg : Topilin
- 2007 : Konservy
- 2007 : Patrul
- 2008 : Contamination : Dudin
- 2008 : Tot, kto gasit svet
- 2009 : Dobrovolets : Tir's Dad
- 2011 : Vozvrashchenie v 'A'
- 2011 : Vysotsky: Thank God I'm Alive : Polkovnik KGB Viktor Bekhteev
- 2012 : Skazka. Est
- 2013 : Kurer iz 'Raya' : Police Colonel, Tourist
- 2013 : Stalingrad de Fiodor Bondartchouk : Sergent Poliakov
- 2014 : Chempiony : Nikolay Kruglov-st.
- 2014 : Izlaiduma gads
- 2014 : La Légende de Viy d'Oleg Steptchenko (ru) : Père Païssy
- 2014 : Star : Sergey Vladimirovich
- 2015 : Rodina : Garri
- 2016 : Baron
- 2016 : Den vyborov 2
- 2016 : Je suis un professeur : Colonel Rykov
- 2016 : Marsianin
- 2016 : Stavka na lyubov
- 2016 : Viking d'Andreï Kravtchouk : Rogvold
- 2017 : Mify
- 2017 : Three Seconds : Sergey Bashkin
- 2018 : L'Entraîneur (Тренер)
- 2018 : Factory (Завод)
- 2020 : Fire (Огонь) d'Alexeï Noujny : Gromov
- 2021 : More volnouietsia raz
- 2022 : Mira (Мира) de Dmitriy Kiselev : Fomin
- Date inconnue : Greshnik

### Télévision

#### Séries télévisées
- 1985 : Confrontation (Противостояние) de Semion Aranovitch : Grigori Milinko
- 1985 : Ivan Babushkin : Byalyy
- 1994 : Screen Two : Oblov
- 2000 : Den rozhdeniya Burzhuya : Kudla
- 2001 : Den rozhdeniya Burzhuya 2 : Kudla
- 2001 : Hamilton : Barabanov
- 2002 : Lednikovyy period
- 2003 : Uboynaya sila : Ilya Mukhin
- 2004 : Deti Arbata : Yezhov
- 2004 : Diversant : Major
- 2004 : Shtrafbat : Baukin
- 2005 : Poteryavshye solntse : Tsybin
- 2005 : Svadba Barbi
- 2006 : V ritme tango : Dmitriy Kolgan (2006) / Dmitriy Kolgan
- 2007 : Svoy-chuzhoy : Krylov
- 2008 : Bukhta strakha : Viktor
- 2008 : Kazaki-razboyniki
- 2009 : Isaev
- 2009 : Prikazano unichtozhit. Operatsiya 'Kitayskaya shkatulka : Greyfe
- 2010 : Tulskiy Tokarev : Vor Varshava
- 2011 : Gobliny. Zashchita svideteley
- 2012 : Dom obraztsovogo soderzhaniya
- 2012 : MosGaz : Ivan Tcherkasov
- 2012 : Otryv
- 2012 : Zonnentau : Volochyaev Grandfather / Volochyaev Grandson
- 2013 : Pepel : Vitya 'Garderob'
- 2014 : Grigoriy R. : Heinrich Svitter
- 2014 : Inkvizitor : Genrikh Shtolts (2014)
- 2014 : Krestniy
- 2015 : Goznak : Ivan Tcherkasov
- 2015 : Orlova i Aleksandrov : Maxim Gorky
- 2015 : Palach : Ivan Tcherkasov
- 2017 : Nalyot : Andrey Ryzhov
- 2017 : Prestuplenie : Igor' Lavrov, Tanja's father

#### Téléfilms
- 1981 : Andrey i zloy charodey
- 1983 : Privet s fronta
- 1985 : O tebe : Alyosha
- 1990 : Vozmi menya s soboy : Kolya
- 1995 : Tribunal : Viceadmiralen (en tant que Andrei Smolyakov)
- 2016 : Shakal : Ivan Tcherkasov